# Avenue Émile Max
Pour les articles homonymes, voir Émile et Max.
L'avenue Émile Max (en néerlandais : Émile Maxlaan) est une avenue bruxelloise de la commune de Schaerbeek qui va de la place des Chasseurs Ardennais au boulevard Auguste Reyers en passant par le square Eugène Plasky.
L'avenue Émile Max passe également par la rue Victor Oudart, l'avenue Félix Marchal, le square des Griottiers, l'avenue Milcamps et la rue Victor Hugo.
L'avenue porte le nom d'un homme politique belge, Émile Max, né à Schaerbeek le 22 janvier 1868 et décédé à Saint-Josse-ten-Noode le 19 octobre 1930. Un lycée, chaussée de Haecht à Schaerbeek, porte son nom.
Un tunnel piétonnier, situé en face du no 182 permet de passer sous le boulevard Auguste Reyers.

## Galerie de photos

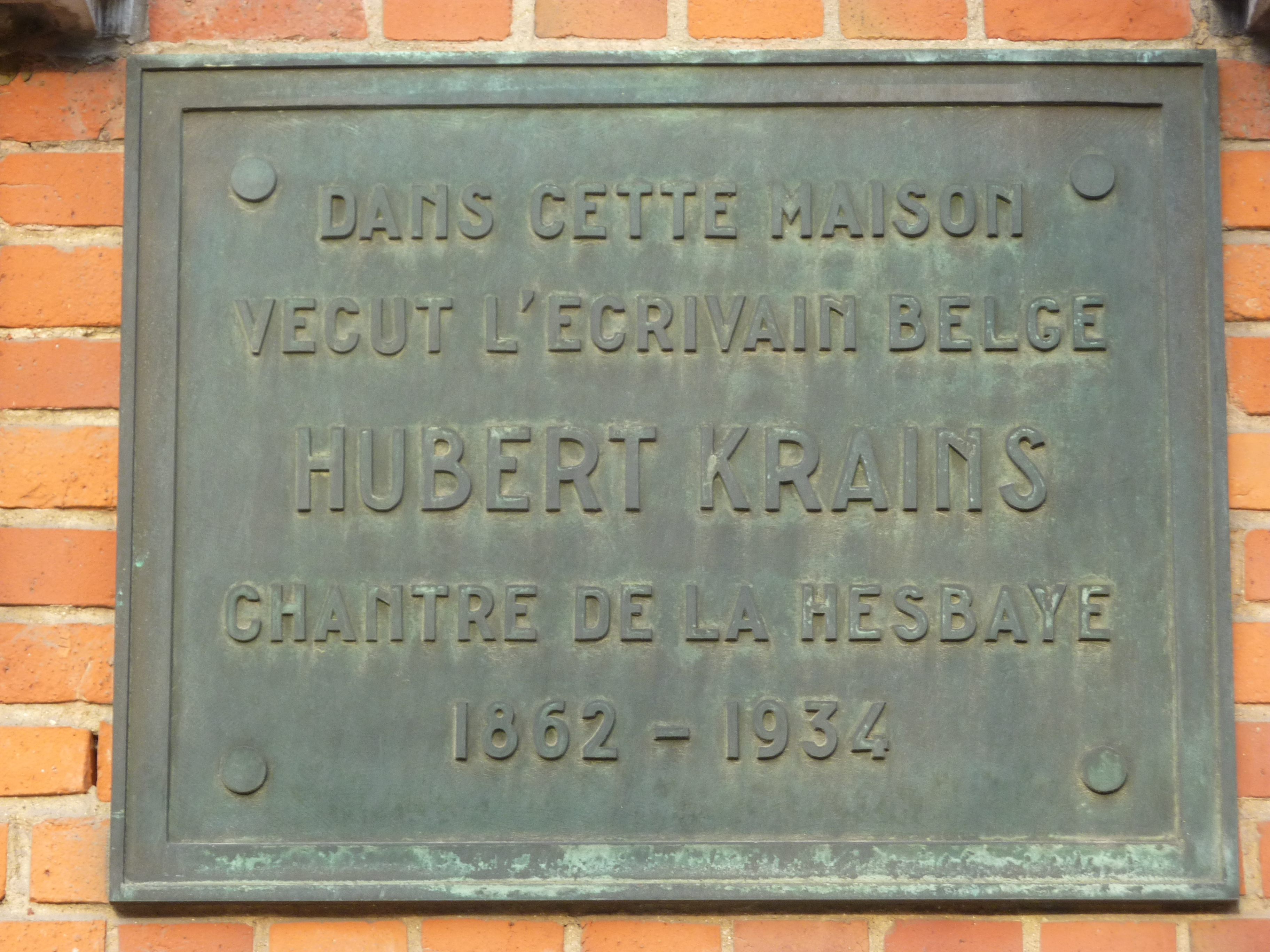
Maison Hubert Krains
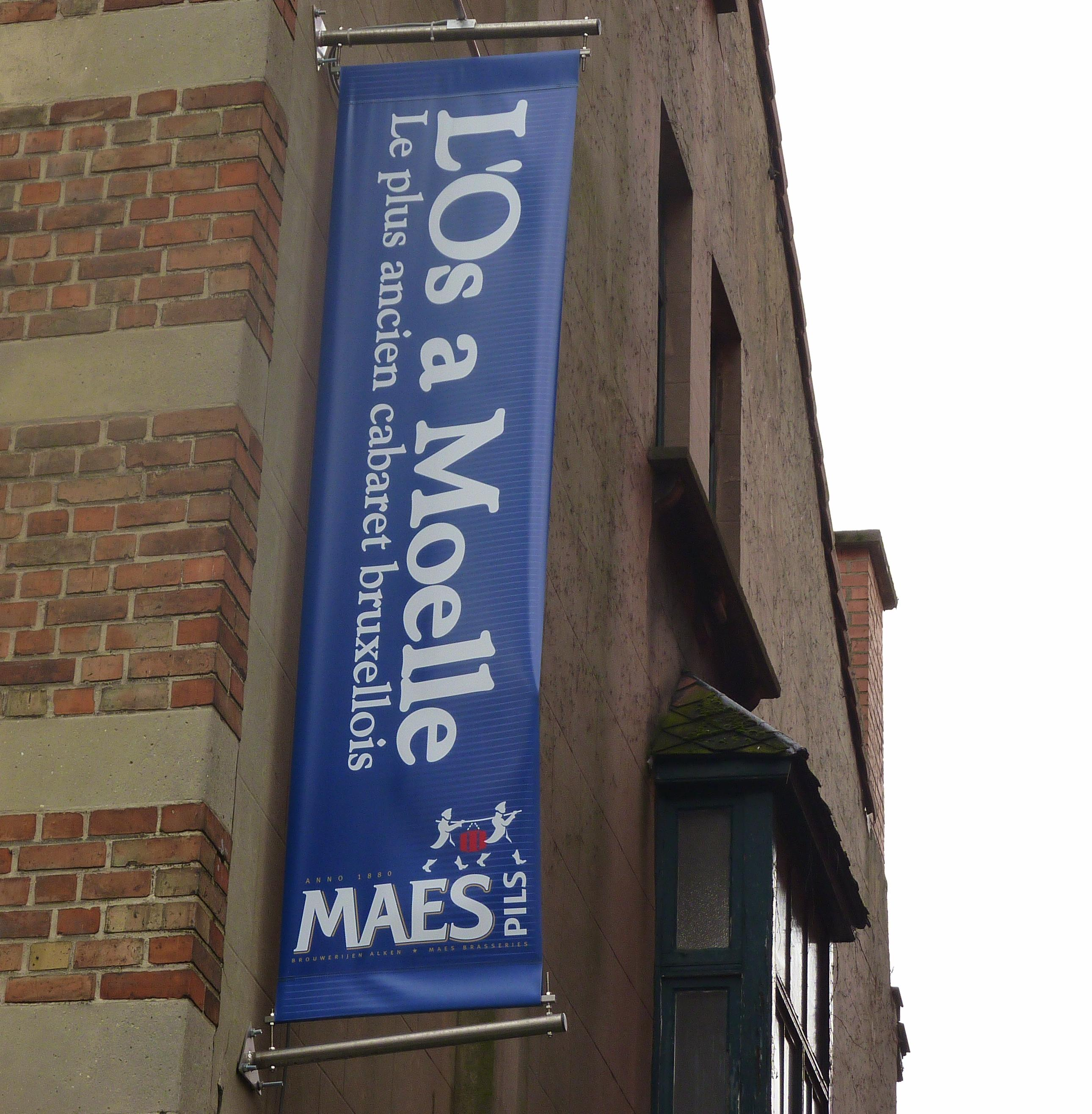
Théâtre L'Os à Moelle
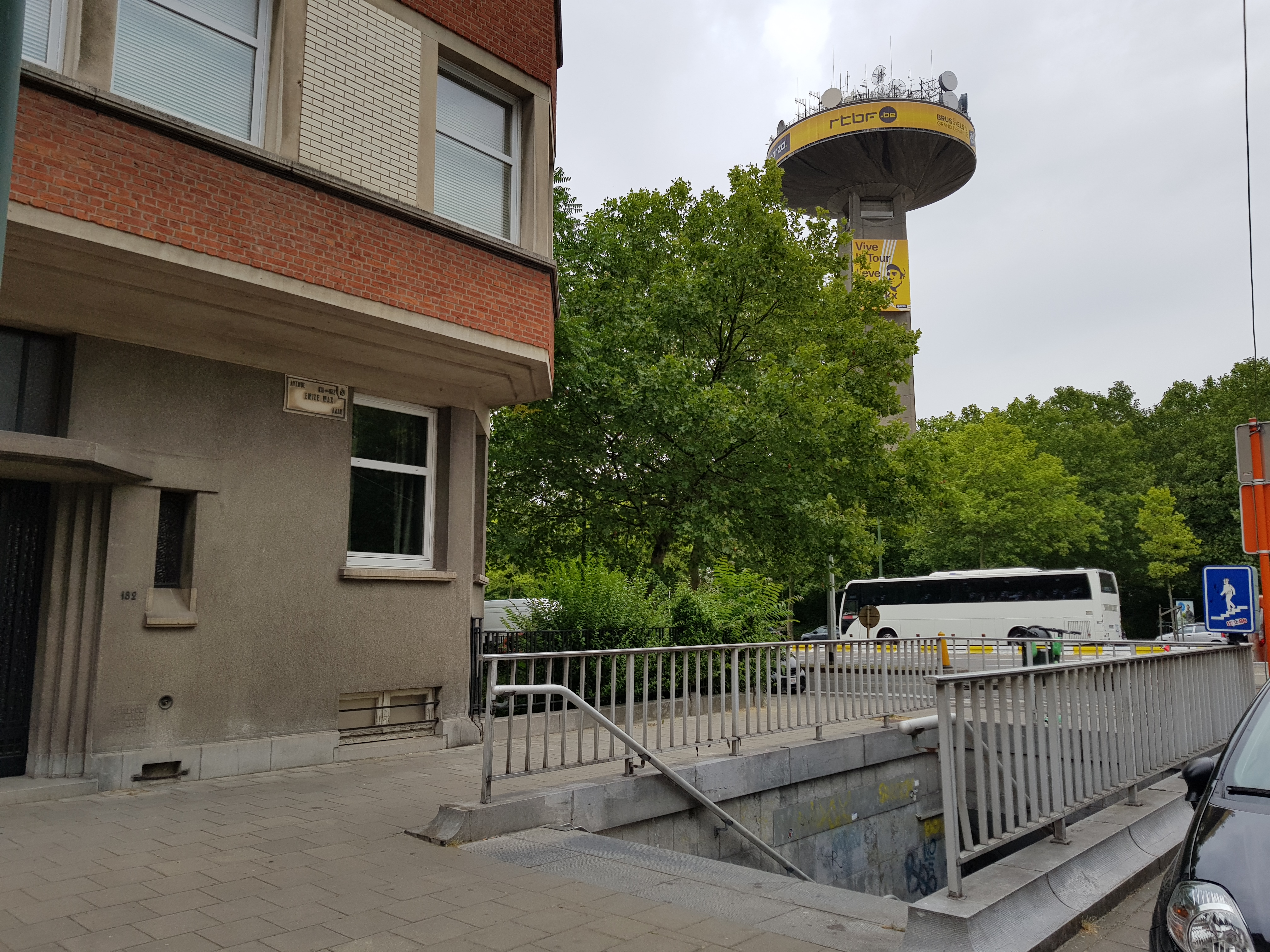
Le tunnel piétonnier

## Adresses notables
- no 68 : Maison Hubert Krains
- no 81 : Restaurant-écailler-brasserie Le Saint-Georges
- no 84 : Citoyens du monde (correspondant : centre fédéral en Belgique)
- no 87 : Restaurant italien Le Max
- no 153 : Café-théâtre L'Os à moelle
- no 163 : école primaire British International School of Brussels